# Lanceispora phyllophila
Lanceispora phyllophila är en svampart som beskrevs av V.V. Sarma & K.D. Hyde 1999. Lanceispora phyllophila ingår i släktet Lanceispora, ordningen kolkärnsvampar, klassen Sordariomycetes, divisionen sporsäcksvampar och riket svampar.   Inga underarter finns listade i Catalogue of Life.